# Bocoa prouacensis
Bocoa prouacensis är en ärtväxtart som beskrevs av Jean Baptiste Christophe Fusée Aublet. Bocoa prouacensis ingår i släktet Bocoa och familjen ärtväxter. IUCN kategoriserar arten globalt som livskraftig. Inga underarter finns listade i Catalogue of Life.